# Face It Alone
"Face It Alone" is een nummer van de Britse band Queen. Het nummer werd in 1988 opgenomen tijdens de sessies voor het album The Miracle, maar werd hier niet op uitgebracht. Op 13 oktober 2022 verscheen het nummer als single ter promotie van The Miracle (Collector's Edition), een uitgebreide versie van het album.

## Achtergrond
"Face It Alone" is geschreven door Freddie Mercury, Brian May, Roger Taylor en John Deacon (toegeschreven aan Queen) en geproduceerd door Queen, David Richards, Kris Fredriksson en Justin Shirley-Smith. De band nam het nummer in 1988 voor het eerst op tijdens de sessies die zouden uitmonden in het album The Miracle. Destijds werd het niet goed genoeg bevonden, waardoor het ook niet op het album terecht kwam. In 2011 lekte een demoversie van het nummer op YouTube uit.
In juni 2022 kondigde May aan dat "Face It Alone" in september van dat jaar alsnog zou worden uitgebracht. Hij sprak hierbij van een soort "ontdekking", en zei ook dat de band dacht dat zij "de opnames niet konden redden". Met behulp van een aantal nieuwe technieken kon er toch een volledige versie van het nummer gemaakt worden. Deze versie werd uiteindelijk op 13 oktober uitgebracht. Het behaalde een aantal hitlijsten; in het Verenigd Koninkrijk werd de negentigste plaats in de UK Singles Chart gehaald, terwijl in onder meer Hongarije en Nieuw-Zeeland de top 20 bereikt werd. In Nederland werd de Top 40 niet gehaald, maar bleef de single steken op de zestiende plaats in de Tipparade.
Op 21 oktober 2022 ging de officiële videoclip van "Face It Alone" in première op het YouTube-kanaal van Queen. In november 2022 stond het ook op de uitgebreide versie van The Miracle, genaamd The Miracle (Collector's Edition), waar nog vijf andere niet eerder verschenen nummers op stonden.